# Mounir Zitouni
Mounir Zitouni (* 15. September 1970 in Leipzig) ist ein ehemaliger deutsch-tunesischer Fußballspieler und hat zwischen 2005 und 2018 für den kicker als Redakteur gearbeitet. Seit Beginn 2019 arbeitet er als selbständiger Business-Coach in Frankfurt am Main.
Zitouni ist der Sohn einer Deutschen und eines Tunesiers. Seine Karriere begann der gebürtige Sachse im Seniorenbereich bei Esperance Tunis in Tunesien, nachdem er zuvor unter Hubert Neu für die A-Junioren von Eintracht Frankfurt aktiv gewesen war. In Tunesien wurde er 1991 Meister und Pokalsieger und spielte dort für die tunesische U21-Mannschaft, mit der er 1991 die Silbermedaille bei den Afrikanischen Spielen in Kairo gewann. 1992 wechselte er zurück zu Eintracht Frankfurt und spielte eine Saison lang unter Trainer Ramon Berndroth für die Amateurmannschaft. 1993 wechselte er zum SV Wehen, für den er bis 1999 spielte. Einen Karriere-Höhepunkt erlebte der 1,93 Meter große Zitouni in den Jahren 1999 bis 2003, als er mit dem VfR Mannheim und bei den Kickers Offenbach 132 Regionalliga-Spiele machte und als Abwehr- und Mittelfeldspieler zehn Tore schoss. Mit 35 Gelben Karten und zwei Platzverweisen galt er dabei auch als sehr harter Spieler. Seine Laufbahn ließ er beim FSV Frankfurt ausklingen.
Bereits während seiner Fußball-Karriere machte Zitouni, der ein Germanistik-Studium abschloss, erste Erfahrungen im Journalismus und absolvierte zwischen 2003 und 2005 ein Volontariat bei der Frankfurter Rundschau. 2005 wurde er Redakteur beim kicker Sportmagazin und berichtete u. a. über den FC Bayern München und über diverse Fußball-Europa- und Weltmeisterschaften.